# Campeonato de la AMA de Superbikes
El Campeonato de la AMA Pro de Superbikes (En inglés, 'AMA Pro Road Racing) es el campeonato de motociclismo de superbikes que se desarrolla en los Estados Unidos. La serie Pro Racing es la categoría más importante de la AMA organizado y administrado por la Daytona Motorsports Group. El Campeonato AMA Pro Road Racing fue creado en 1976 para ofrecer igualdad de condiciones a los equipos de carreras profesionales y un medio en que los fabricantes de motocicletas pudieran mostrar sus modelos de producción basados en el deporte de alto rendimiento.
En 2009, el Daytona Motorsports Group., se hizo cargo de la operación de este deporte fiscalizado por la AMA (Asociación de Motociclistas Americanos).

## Circuitos (1976 - Presente)
Estos son los circuitos que han sido sede de una carrera puntuable para el Campeonato de la AMA de Superbikes desde 1976 hasta el presente:
| - Alabama (2003-presente) - Minessota (1992-2004) - Daytona (1976 - Presente) - Fontana (2002-2010) - Kansas (2009) - Miami (2013-presente) - Sonoma (2013-presente) - Monterey (2013-presente) - Ohio (2013-presente) | - Utah (2006-2008; 2012-presente) - New Hampshire (1990-2001) - Nueva Jersey (2009-presente) - Lousiana (2012-presente) - Colorado - Wisconsin (2013-presente) - Atlanta (2010. 2012-presente) - Virginia (2001-2010) - Rosamond (1998 - 2000) |

## Divisiones del Campeonato estadounidense de Superbikes de laAMA
La serie consta de cuatro clases:

### Campeonato AMA Pro Superbike
Motocicletas de Superbikes (de 1000 a 1200 c.c.) que incluyen: 
- Aprilia RSV 1000 R/RSV4 R/RSV4 Factory
- BMW S1000RR
- Buell 1125R/1125RR
- Ducati 1098R/1098S
- EBR 1190RS
- Honda CBR1000RR/CBR1000RR ABS
- Kawasaki ZX-10
- KTM RC8R
- Suzuki GSX-R1000
- Yamaha R1

### Campeonato AMAPro GoPro Daytona Sportbike
Motos Superbikes de (- 600 a 1125 c.c.) siendo motos deportivas que incluyen:
- Aprilia RSV1000R/RSV1000R Factory
- Buell 1125R
- Ducati 848
- Honda CBR600RR/CBR600RR ABS
- Kawasaki ZX-6R
- KTM 990 Super Duke
- Suzuki GSX-R600
- Triumph Daytona 675/675R
- Yamaha YZF-R6

### Campeonato AMA Pro SuperSport
Motocicletas que incluyen (- 600 a 1125 c.c.) siendo motos deportivas que incluyen:
- Aprilia RSV1000R/RSV1000R Factory
- Buell 1125R, Ducati 848
- Honda CBR600RR/CBR600RR ABS
- Kawasaki ZX-6R, KTM 990 Super Duke
- Suzuki GSX-R600
- Triumph Daytona 675/675R
- Yamaha YZF-R6

### Campeonato AMA Vance & Hines Harley-Davidson Series
Motocicletas de la clase Spec Harley-Davidson XR1200

## Campeones del Campeonato de la AMA Pro de Superbikes

### Por temporada
| Temporada | Campeón          | Motocicleta | Victorias | Equipo                                   |
| --------- | ---------------- | ----------- | --------- | ---------------------------------------- |
| 1976      | Reg Pridmore     | BMW         | 2         | Butler & Smith – BMW NA                  |
| 1977      | Reg Pridmore     | Kawasaki    | 1         | Racecrafters                             |
| 1978      | Reg Pridmore     | Kawasaki    | 0         | Vetter                                   |
| 1979      | Wes Cooley       | Suzuki      | 0         | Yoshimura                                |
| 1980      | Wes Cooley       | Suzuki      | 3         | Yoshimura                                |
| 1981      | Eddie Lawson     | Kawasaki    | 4         | Team Muzzy                               |
| 1982      | Eddie Lawson     | Kawasaki    | 5         | Equipo Muzzy                             |
| 1983      | Wayne Rainey     | Kawasaki    | 6         | Team Muzzy                               |
| 1984      | Fred Merkel      | Honda       | 10        | American Honda                           |
| 1985      | Fred Merkel      | Honda       | 6         | American Honda                           |
| 1986      | Fred Merkel      | Honda       | 2         | American Honda                           |
| 1987      | Wayne Rainey     | Honda       | 3         | American Honda                           |
| 1988      | Bubba Shobert    | Honda       | 3         | Shobert                                  |
| 1989      | Jamie James      | Suzuki      | 1         | Yoshimura                                |
| 1990      | Doug Chandler    | Kawasaki    | 4         | Team Muzzy                               |
| 1991      | Thomas Stevens   | Yamaha      | 1         | Vance & Hines                            |
| 1992      | Scott Russell    | Kawasaki    | 3         | Team Muzzy                               |
| 1993      | Doug Polen       | Ducati      | 6         | Fast by Ferracci                         |
| 1994      | Troy Corser      | Ducati      | 3         | Fast by Ferracci                         |
| 1995      | Miguel Duhamel   | Honda       | 6         | Commonwealth Racing                      |
| 1996      | Doug Chandler    | Kawasaki    | 2         | Team Muzzy                               |
| 1997      | Doug Chandler    | Kawasaki    | 1         | Team Muzzy                               |
| 1998      | Ben Bostrom      | Honda       | 0         | American Honda                           |
| 1999      | Mat Mladin       | Suzuki      | 1         | Yoshimura                                |
| 2000      | Mat Mladin       | Suzuki      | 4         | Yoshimura                                |
| 2001      | Mat Mladin       | Suzuki      | 4         | Yoshimura                                |
| 2002      | Nicky Hayden     | Honda       | 9         | American Honda                           |
| 2003      | Mat Mladin       | Suzuki      | 10        | Yoshimura                                |
| 2004      | Mat Mladin       | Suzuki      | 8         | Yoshimura                                |
| 2005      | Mat Mladin       | Suzuki      | 11        | Yoshimura                                |
| 2006      | Ben Spies        | Suzuki      | 10        | Yoshimura                                |
| 2007      | Ben Spies        | Suzuki      | 7         | Yoshimura                                |
| 2008      | Ben Spies        | Suzuki      | 7         | Yoshimura                                |
| 2009      | Mat Mladin       | Suzuki      | 10        | Yoshimura                                |
| 2010      | Josh Hayes       | Yamaha      | 7         | Graves Motorsports                       |
| 2011      | Josh Hayes       | Yamaha      | 3         | Graves Motorsports                       |
| 2012      | Josh Hayes       | Yamaha      | 16        | Graves Motorsports                       |
| 2013      | Josh Herrin      | Yamaha      | 4         | Graves Motorsports                       |
| 2014      | Josh Hayes       | Yamaha      | 7         | Graves Motorsports                       |
| 2015      | Cameron Beaubier | Yamaha      | 8         | Graves Motorsports                       |
| 2016      | Cameron Beaubier | Yamaha      | 8         | Graves Motorsports                       |
| 2017      | Toni Elías       | Suzuki      | 10        | Yoshimura                                |
| 2018      | Cameron Beaubier | Yamaha      | 7         | Graves Motorsports                       |
| 2019      | Cameron Beaubier | Yamaha      | 6         | Graves Motorsports                       |
| 2020      | Cameron Beaubier | Yamaha      | 16        | Monster Energy Attack Performance Yamaha |
| 2021      | Jake Gagne       | Yamaha      | 17        | Fresh N' Lean Attack Performance Yamaha  |
| 2022      | Jake Gagne       | Yamaha      | 12        | Fresh N' Lean Attack Performance Yamaha  |
| 2023      | Jake Gagne       | Yamaha      | 11        | Fresh N' Lean Attack Performance Yamaha  |
| 2024      | Josh Herrin      | Ducati      | 7         | Warhorse HSBK Racing Ducati              |

### Por Piloto
| Motocicleta      | Campeonatos | Año (s)                                  |
| ---------------- | ----------- | ---------------------------------------- |
| Mat Mladin       | 7           | 1999, 2000, 2001, 2003, 2004, 2005, 2009 |
| Cameron Beaubier | 5           | 2015, 2016, 2018, 2019, 2020             |
| Josh Hayes       | 4           | 2010, 2011, 2012, 2014                   |
| Reg Pridmore     | 3           | 1976, 1977, 1978                         |
| Fred Merkel      | 3           | 1984, 1985, 1986                         |
| Doug Chandler    | 3           | 1990, 1996, 1997                         |
| Ben Spies        | 3           | 2006, 2007, 2008                         |
| Jake Gagne       | 3           | 2021, 2022, 2023                         |
| Wes Cooley       | 2           | 1979, 1980                               |
| Eddie Lawson     | 2           | 1981, 1982                               |
| Wayne Rainey     | 2           | 1983, 1987                               |
| Josh Herrin      | 2           | 2013, 2024                               |
| Bubba Shobert    | 1           | 1988                                     |
| Jamie James      | 1           | 1989                                     |
| Thomas Stevens   | 1           | 1991                                     |
| Scott Russell    | 1           | 1992                                     |
| Doug Polen       | 1           | 1993                                     |
| Troy Corser      | 1           | 1994                                     |
| Miguel Duhamel   | 1           | 1995                                     |
| Ben Bostrom      | 1           | 1998                                     |
| Nicky Hayden     | 1           | 2002                                     |
| Toni Elías       | 1           | 2017                                     |

### Por Nacionalidad
| País           | Campeonatos | Núm Pilot. País |
| -------------- | ----------- | --------------- |
| Estados Unidos | 36          | 17              |
| Australia      | 8           | 2               |
| Reino Unido    | 3           | 1               |
| Canadá         | 1           | 1               |
| España         | 1           | 1               |

### Marcas Ganadoras
| Marcas   | Campeonatos | Año                                                                                |
| -------- | ----------- | ---------------------------------------------------------------------------------- |
| Suzuki   | 14          | 1979, 1980, 1989, 1999, 2000, 2001, 2003, 2004, 2005, 2006, 2007, 2008, 2009, 2017 |
| Yamaha   | 14          | 1991, 2010, 2011, 2012, 2013, 2014, 2015, 2016, 2018, 2019, 2020, 2021, 2022, 2023 |
| Kawasaki | 9           | 1977, 1978, 1981, 1982, 1983, 1990, 1992, 1996, 1997                               |
| Honda    | 8           | 1984, 1985, 1986, 1987, 1988, 1995, 1998, 2002                                     |
| Ducati   | 3           | 1993, 1994, 2024                                                                   |
| BMW      | 1           | 1976                                                                               |

## Los pilotos destacados de la categoría
Los pilotos más exitosos de la serie son: Doug Chandler, Scott Russell, Ben Spies, Miguel Duhamel y Mat Mladin, este último que posee varios récords de la serie, incluyendo el de siete campeonatos. Cinco pilotos no estadounidenses han ganado el título, como es el caso del inglés Reg Pridmore, el español Toni Elías, los australianos Mat Mladin y Troy Corser y el canadiense Miguel Duhamel. Cabe decir que varios de los campeones del mundo del Campeonato Mundial de Motociclismo y del Campeonato Mundial de Superbikes han figurado en sus comienzos en este campeonato, incluyendo pilotos de la talla de Nicky Hayden y Colin Edwards: ambos pilotos tienen hermanos que compiten en la categoría reina del motociclismo de los Estados Unidos, así como otras glorias norteamericanas del Campeonato Mundial de Motociclismo de la década de los 80, como Eddie Lawson y Wayne Rainey.